# Stiviandra Oliveira
Stiviandra Oliveira (née en 1989 dans la province de Huila, Angola) est une mannequin angolaise et Miss Angola Munde 2006 Miss Monde et Africa 2006,,.